# Brigitta Poór
Brigitta Poór (* 18. Februar 1989) ist eine ehemalige ungarische Langstreckenläuferin, Duathletin und Triathletin. Sie ist mehrfache ungarische Meisterin und ETU-Europameisterin Cross-Triathlon (2017).

## Werdegang
Brigitta Poór startet seit 2009 im Cross-Triathlon und sie wurde im April 2011 Europameisterin in der Klasse U23.
2015 wurde sie hinter der Tschechin Helena Erbenová Zweite bei der European-Tour-Wertung der Xterra-Rennserie und im September Dritte bei der ITU-Weltmeisterschaft Cross-Triathlon auf Sardinien.
Im April 2016 und erneut 2017 konnte sie ihren Sieg beim Xterra Malta wiederholen.

### Europameisterin Cross-Triathlon 2017
Im Juli 2017 wurde die damals 28-Jährige in Rumänien Europameisterin Cross-Triathlon.
Im August konnte sie die Xterra Germany für sich entscheiden, nachdem sie hier zweimal Dritte war. 
Bei der Xterra-Weltmeisterschaft belegte Brigitta Poór auf Hawaii im Oktober 2017 den vierten Rang.
Im Juni 2022 wurde die 33-Jährige ungarische Meisterin Cross-Triathlon.
Seit 2022 tritt Brigitta Poór nicht mehr international in Erscheinung.

## Sportliche Erfolge
| Datum/Jahr    | Rang | Wettbewerb              | Austragungsort | Zeit     | Bemerkung                                                       |
| ------------- | ---- | ----------------------- | -------------- | -------- | --------------------------------------------------------------- |
| 10. Juni 2018 | 3    | 575 Keszthely Triathlon | Keszthely      | 04:35:01 | [ 2 ]                                                           |
| 11. Juni 2017 | 2    | 575 Keszthely Triathlon | Keszthely      | 04:19:30 | Zweite auf der Mitteldistanz hinter Michaela Herlbauer          |
| 5. Juni 2016  | 3    | 575 Keszthely Triathlon | Keszthely      |          | Dritte auf der Halbdistanz am Plattensee – hinter Diana Riesler |

| Datum/Jahr    | Rang | Wettbewerb                                    | Austragungsort    | Zeit     | Bemerkung                                         |
| ------------- | ---- | --------------------------------------------- | ----------------- | -------- | ------------------------------------------------- |
| 25. Juni 2022 | 1    | HUN Cross Triathlon National Championships    | Balassagyarmat    | 01:00:02 | Ungarische Meisterin Cross Triathlon              |
| 18. Aug. 2018 | 1    | Xterra European Championships                 | Olbersdorf        | 02:57:11 | Europameisterin Xterra Cross Triathlon            |
| 15. Apr. 2018 | 1    | Xterra Malta                                  | Malta             | 02:42:29 |                                                   |
| 29. Okt. 2017 | 4    | Xterra World Championships                    | Maui              | 03:02:37 | Xterra-Weltmeisterschaft                          |
| 2. Sep. 2017  | 1    | Xterra European Championships                 | Møns Klint        |          | Europameisterin Xterra Cross Triathlon            |
| 19. Aug. 2017 | 1    | Xterra Germany                                | Olbersdorf        | 03:00:56 |                                                   |
| 30. Juli 2017 | 1    | ETU Cross Triathlon European Championships    | Târgu Mures       | 01:59:49 | Europameisterin Cross Triathlon                   |
| 2. Juli 2017  | 2    | Xterra France                                 | Xonrupt           | 04:06:55 |                                                   |
| 2. Apr. 2017  | 1    | Xterra Malta                                  | Malta             | 02:25:01 |                                                   |
| 20. Aug. 2016 | 3    | Xterra Germany                                | Olbersdorf        |          |                                                   |
| 3. Juli 2016  | 4    | Xterra France                                 | Xonrupt           | 03:51:57 |                                                   |
| 8. Mai 2016   | 2    | Xterra Greece                                 | Plastiras-Stausee | 02:44:02 | 1,5 km Schwimmen, 30 km MTB und 9 km Laufen       |
| 3. Apr. 2016  | 1    | Xterra Malta                                  | Malta             | 02:40:15 | Zweiter Sieg bei der zweiten Austragung           |
| 26. Sep. 2015 | 3    | ITU Cross Triathlon World Championships       | Orosei            | 02:38:10 | ITU-Weltmeisterschaft Cross-Triathlon             |
| 15. Aug. 2015 | 3    | Xterra Germany                                | Olbersdorf        |          |                                                   |
| 9. Aug. 2015  | 2    | Xterra Czech                                  | Špindlerův Mlýn   |          | Zweite hinter der Tschechin Helena Erbenová       |
| 11. Juli 2015 | 3    | Xterra Sweden                                 | Schweden          |          |                                                   |
| 5. Juli 2015  | 6    | Xterra France                                 | Xonrupt           | 04:09:43 | hinter der deutschen Siegerin Kathrin Müller      |
| 27. Juni 2015 | 2    | Xterra Switzerland                            | Les Charbonnières |          | Zweite hinter der Österreicherin Carina Wasle     |
| 7. Juni 2015  | 2    | Xterra Spain                                  | Extremedura       |          |                                                   |
| 29. März 2015 | 1    | Xterra Malta                                  | Malta             |          | erster Sieg als Profi-Athletin                    |
| 2015          | 2    | Xterra Greece                                 | Plastiras-Stausee |          |                                                   |
| 21. Juni 2014 | 3    | Xterra Greece                                 | Plastiras-Stausee |          |                                                   |
| 30. Apr. 2011 | 1    | ETU Cross Triathlon European Championship U23 | Extremadura       | 02:14:03 | Europameisterin Cross-Triathlon in der Klasse U23 |

(DNF – Did Not Finish)

## Weblink
- Profil und Resultate von Brigitta Poór in der Datenbank der ITU auf Triathlon.org, abgerufen am 24. August 2024 (englisch).